# Eva Ortiz Vilella
Eva Ortiz Vilella, née le 16 octobre 1975 à Orihuela, est une femme politique espagnole, membre du Parti populaire.

## Biographie
Elle est députée européenne de 2011 à 2014.